# Jorge Mikhailovich da Rússia (1981)
Grão-Duque Jorge Mikhailovich da Rússia (13 de março de 1981) é o único filho e herdeiro de Maria Vladimirovna da Rússia, uma das pretendentes ao trono russo desde 1992, e do príncipe Francisco Guilherme da Prússia.  

## Educação e carreira
Em Bruxelas, ele trabalhou no Parlamento Europeu, onde foi assistente de Loyola de Palacio, ex-Comissária Europeu para os Transportes e Energia.
Em 12 de dezembro de 2008, ele foi nomeado um assessor do Diretor-Geral da MMC Norilsk Nickel, uma grande empresa de níquel-mineração russo. 
Em 2012 ele foi nomeado executivo-chefe do Comércio Exterior de Metal, o principal centro de vendas para Norilsk Nickel na Suíça. 
Em 2014 começou a sua própria empresa, Romanoff & Partners, em Bruxelas. 

## Herdeiro de sua mãe
Em 21 de abril de 1992, após a morte de seu avô materno Grão-Duque Vladimir Kirillovich, Maria Vladimirovna alegou ter sucedido como Chefe da Casa de Romanov, tornando ele herdeiro de sua mãe. Ele visitou a Rússia pela primeira vez pouco tempo depois para assistir ao funeral de seu avô. Sua pretensão ao trono é contestada, por razões detalhadas no artigo sobre a linha de sucessão ao trono russo.  

## Casamento
Casou-se em 24 de setembro de 2021 com e a italiana Rebecca Bettarini, de 39 anos, tendo a cerimónia sido realizada na Catedral de Santo Isaac, em São Petersburgo. Antes de oficializar o noivado, a noiva se converteu à confissão ortodoxa em 12 de julho de 2020 na Catedral de São Pedro e São Paulo, batizando-se com o nome de Victoria Románova Bettarini, adotando assim o sobrenome da família imperial.
Foram convidadas 1.500 pessoas, entre elas a rainha Sofia da Espanha, o rei deposto da Bulgária Simeón II e a  sua esposa Margarita, assim como outros representantes de famílias reais europeias.

## Descendência
- Alexandre Georgievich Romanov (Moscou, Rússia, 21 de Março de 2022)

- Kira Leonida Georgievna Romanova (Roma, Itália, 2 de Junho de 2025)

## Títulos e estilos
- 13 de março de 1981 - presente: Sua Alteza Imperial e Real, o Grão-Duque George Mikhailovich da Rússia, Príncipe da Prússia